# Wonjong de Goryeo
Wonjong de Goryeo (hangul: 원종, hanja: 元宗)?(5 de abril de 1219 – 23 de julio de 1274) fue el vigesimocuarto y vigesimosexto gobernante de la dinastía Goryeo de Corea desde 1260 a 1269 y, tras sufrir un golpe de Estado, desde 1269 a 1274. 

## Biografía
Ascendió al trono con la ayuda de Kublai Khan. Durante su reinado, Goryeo se convirtió en vasallo de ladinastía Yuan en China.
Fue también el último gobernante de Goryeo en usar "nombre de templo" hasta la restauración de estos títulos durante de dinastía Joseon, debido a que el emperador mongol Kublai Khan encontraba la práctica de usar el nombre de templo jo (祖) o jong (宗) como una socavación de su propio poder. Desde entonces, los gobernantes de Goryeo utilizaron el título "chung" (lealtad), siguiendo las demandas de Kublai Khan.
En 1269, el dirigente militar Im Yon perpetró un golpe de Estado para destituir a Wonjong. Kublai Khan mandó 3,000 soldados para sofocar la rebelión y devolver al poder a Wonjong. Wonjong visitó el la corte imperial de la dinastía Yuan en 1271 después de su reascenso al trono.
En 1271, tuvo que hacer frente a la rebelión Sambyeolcho, donde el Sambyeolcho se enfrentó al gobierno por sus acciones pro-mongoles. La rebelión fue sofocada con ayuda de la dinastía Yuan en 1273, resultando en la disolución de Sambyeolcho y convirtiéndose en Goryeo en estado vasallo de la dinastía Yuan.
Wonjong fue el hijo mayor del rey anterior, Gojong.

## Familia

### Consortes y descendencia
1. Reina Jeongsun del clan Gyeongju Kim (1222 - 29 de julio de 1237) (정순 왕후 김씨) 
  1. Rey Chungryeol de Goryeo (3 de abril de 1236 - 30 de julio de 1308) (고려 충렬왕)
2. Princesa Gyeongchang del clan Kaesong Wang (경창 궁주 왕씨) 
  1. Wang Yi, Príncipe Siyang (? - 22 de enero de 1266) (왕 이 시 양후)
  2. Wang Jong, Príncipe Sunan (왕종 순안 공)
  3. Princesa Gyeongan (경안 궁주)
  4. Princesa Hamnyeong (함녕 궁주)